# Rohe Fluctus
Rohe Fluctus est un terrain d'écoulement sur Titan, satellite naturel de Saturne.

## Caractéristiques
Rohe Fluctus est centré sur 47,3° de latitude nord et 37,7° de longitude ouest, et mesure 103 km dans sa plus grande dimension.

## Observation
Rohe Fluctus a été découvert par les images transmises par la sonde Cassini.
Il a reçu le nom de Rohe, déesse maori.